# Observatório Solar Wilcox
O Observatório Solar Wilcox (em inglês: Wilcox Solar Observatory) é um observatório solar localizado próximo ao câmpus da Universidade Stanford. Foi inaugurado em 1975. Universidade de Stanford opera observatório com todo o financiamento atualmente prestado pela NASA.